# Chams ad-Dawla
Chams o-dowleh ou Abû Tâhir Chams ad-Dawla (Soleil de l'empire) est le second fils de Fakhr ad-Dawla `Alî. À la mort de son père, il devient émir bouyide d'Hamadân en 977 jusqu'à sa mort en 1021. Son fils Samâ' ad-Dawla lui succède.

## Biographie
Fakr ad-Dawla décède en octobre/novembre 997. Son fils aîné Rustam n'a que quatre ans. Il devient le souverain en titre de Ray et reçoit le titre de Majd ad-Dawla (Gloire de l'empire). Le cadet, Abû Tâhir, devient le souverain en titre d'Hamadân avec le titre de Chams ad-Dawla (Soleil de l'empire). Les deux enfants sont sous la tutelle de leur mère Sayyida qui exerce la fonction de régente. Chacun des deux fils se déclare indépendant et prend le titre de « roi des rois ». Chams ad-Dawla renonce à ce titre en 1009 ou 1010 pour reconnaître la suzeraineté de Bahâ' ad-Dawla Fîrûz émir bouyide du Fars et de l'Irak.
En 1006 ou 1007, Majd ad-Dawla essaie de se débarrasser de la tutelle de sa mère avec l'aide de son vizir Abû `Alî ibn `Alî. Sayyida s'enfuit et se réfugie auprès du chef kurde hassanwahide Badr ben Hasanûya. Elle s'allie avec Chams ad-Dawla pour faire le siège de Ray. Après quelques batailles, Ray est prise, Majd ad-Dawla est fait prisonnier. Sayyida enferme Majd ad-Dawla dans la forteresse de Tabarok tandis que Chams ad-Dawla s'installe à Ray. Au bout d'un an Majd ad-Dawla est libéré, il rentre à Ray où il se tient à l'écart des intrigues politiques et reste cependant sous la coupe de sa mère. Chams ad-Dawla repart pour Hamadân.
Vers 1012, Avicenne arrive à Hamadân où Chams ad-Dawla le choisit comme vizir. Il s'impose alors un programme de travail harassant: le jour, il se consacre à la chose publique, la nuit à la science.
Vers 1013, après la mort de Badr ben Hasanûya, Chams ad-Dawla prend une partie du territoire qu'il dirigeait. Chams ad-Dawla a ensuite essayé de prendre la place de son frère à Ray mais sa mère Sayyida s'y est opposée.
Chams ad-Dawla meurt en 1021, son fils Samâ' ad-Dawla lui succède. Avicenne est victime d'intrigues politiques. Il connaît la prison. Déguisé en derviche, il réussit à s'évader, et s'enfuit à Ispahan, auprès de l'émir kakouyide `Ala' ad-Dawla Muhammad.